# Paralimnophila (Paralimnophila) puella
Paralimnophila (Paralimnophila) puella is een tweevleugelige uit de familie steltmuggen (Limoniidae). De soort komt voor in het Australaziatisch gebied.